# Félix de Merode

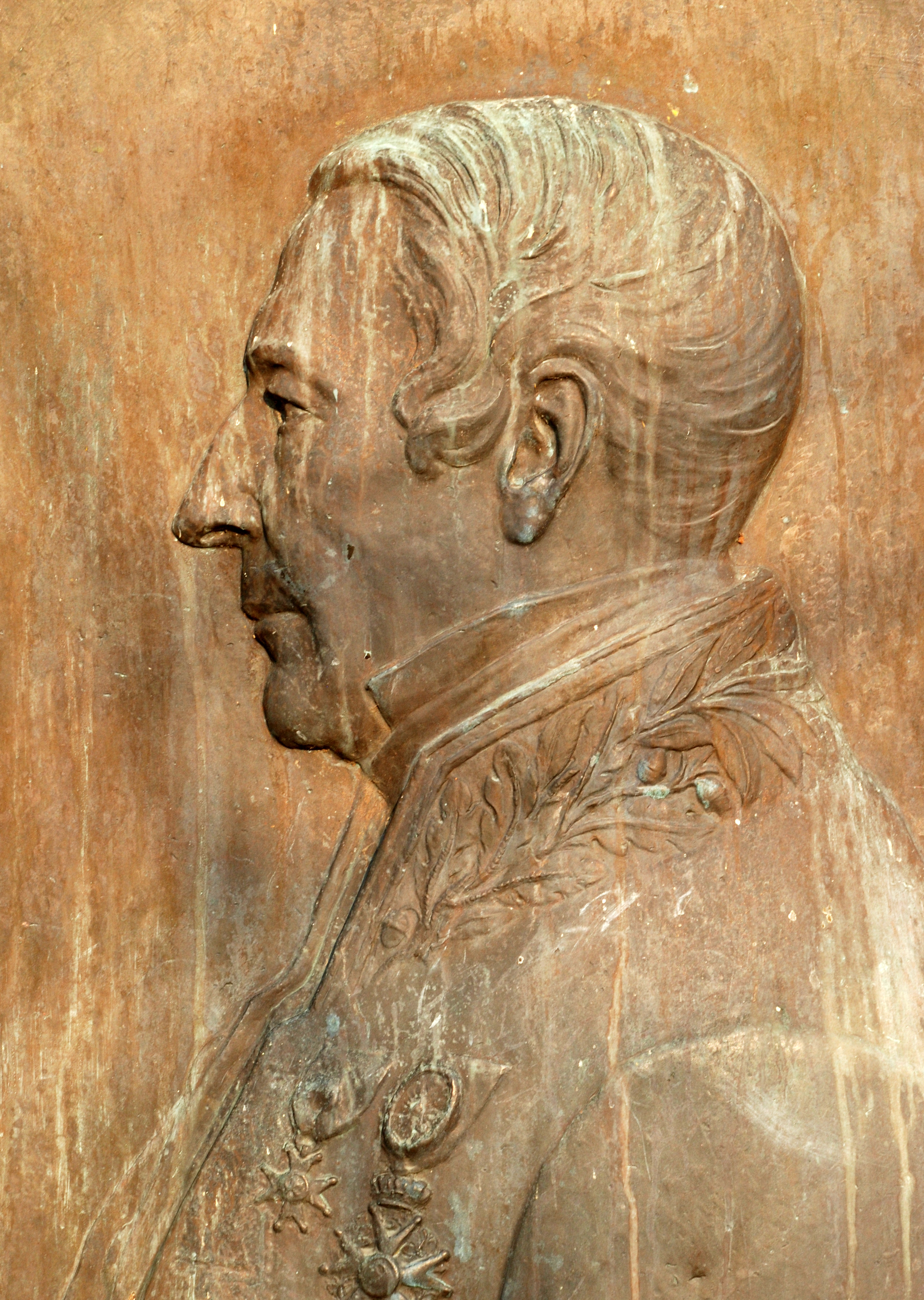
Médaillon en bronze ornant le Monument au comte Félix de Merode

Le comte Félix Philippe Balthazar Othon Ghislain de Merode, né à Maastricht le 13 avril 1791, mort à Bruxelles le 7 février 1857, était un homme politique belge, frère de Frédéric de Merode.

## Biographie
Il vécut à Paris sous le Premier Empire, où il fut élève (1808-1810) à la Maison d'éducation de la rue Notre-Dame-des-Champs (futur Collège Stanislas), fondée par l'abbé Liautard.
À la veille de l’entrée des troupes du prince Guillaume-Frédéric d’Orange-Nassau dans Bruxelles lors du soulèvement de 1830, Félix de Merode faisait partie du Comité de salut public, constitué à la hâte par la garde bourgeoise. Deux jours plus tard, il faisait partie de la délégation venue présenter au souverain à La Haye, les doléances de la bourgeoisie belge. Chrétien et libéral, il rêvait d’une synthèse entre les traditions religieuses et les institutions démocratiques.
Cependant, le jour de l’affrontement entre l’armée royale et les insurgés, le 23 septembre 1830, comme la plupart de ses collègues, il s’éclipsa au château de Solre-sur-Sambre. Le sort des armes semblant favorable aux insurgés, il revint à Bruxelles et fut nommé membre du Gouvernement provisoire. Dès le 4 octobre, celui-ci proclama l’indépendance des provinces belges, chargea un Comité central de rédiger une constitution et décida de convoquer un Congrès national en vue de l’adopter. Une fois constitué, après le vote censitaire de 30 000 citoyens, le Congrès national reçut la démission du Gouvernement provisoire et choisit, au terme de débats animés, le régime de la monarchie constitutionnelle.
Dans la liste des inscriptions à l'emprunt volontaire prises au 31 octobre est mentionné le montant de 10 000 florins présentés par le comte.
Après avoir soutenu la candidature d’Othon de Bavière et du duc de Nemours, fils de Louis-Philippe, au trône de Belgique, Félix de Merode se rallia à celle du prince Léopold de Saxe-Cobourg. Il prit part à la délégation envoyée à Londres pour sonder les intentions du futur roi.
Élu député, Félix de Merode obtint successivement les portefeuilles ministériels de la Guerre, des Affaires étrangères et des Finances. Proche du roi Léopold Ier, il fut nommé ministre d'État en 1831, mais démissionna en 1839 pour ne pas signer le traité de Londres, qui entraînait la cession par la Belgique d'une partie du Luxembourg et du Limbourg.

### Mariages et descendance
Il épouse à Villersexel le 4 juillet 1809 Rosalie de Grammont (Paris, 9 février 1792 - Paris, 28 septembre 1823), fille du marquis Alexandre Marie François de Sales Théodule de Grammont (1765 - 1841) et de Angélique Françoise d'Assise Rosalie de Noailles (1767 - 1853), elle-même belle-sœur de La Fayette. Ils eurent six enfants :
- Théoduline Marie de Mérode (12 juillet 1812)
- le comte Werner de Merode (13 janvier 1816 - 7 février 1905), homme politique français. Il épouse en 1843 Thérèse de Merode ;
- Marie-Théoduline de Mérode (22 juillet 1817 - 26 février 1909), mariée en 1843 avec Alof de Wignacourt ;
- Marie Anne de Merode (20 août 1818 - 27 novembre 1904), mariée en 1836 avec le comte de Montalembert, dont Félix de Merode soutint les vues politiques catholiques libérales ;
- le comte Xavier de Merode (26 mars 1820 - 11 juillet 1874), ecclésiastique, ministre du pape Pie IX et archevêque de Mélitène ;
- Philippe de Merode (31 août 1821-1825)

En secondes noces, il épouse Philippine-Albertine de Grammont (1800-1847), sœur de sa première épouse. Celle-ci lui apporte le château de Maîche (Doubs), qui est finalement cédé à Werner puis à Anne de Mérode. Félix et Philippine eurent une fille :
- Marie-Albertine de Merode (7 juin 1839 - 22 octobre 1872) qui fut religieuse.

Aujourd'hui, certains de ses descendants vivent au château de Rixensart, dans une commune du Brabant wallon. D'autres vivent à Westerlo ou au schloss Merode.

### Distinctions
- Ministre d'État (Belgique)
- Grand cordon de l'ordre de Léopold (Belgique)
- Croix de fer (Belgique)
- Grand-croix de l'ordre de Saint-Grégoire-le-Grand (États pontificaux)
- Grand-croix de l'ordre du Christ (Portugal)
- Officier de la Légion d'honneur (France)[4]

### Médaille
- Léopold Wiener a frappé une superbe médaille commémorant le décès du comte Félix de Merode en 1857. L'une des faces porte l'inscription suivante « A l'intrépide et fidèle défenseur de la religion, de la patrie et de la liberté »[5].

### Pages connexes
- Maison de Mérode
- Frédéric de Merode, son frère mort en héros de la révolution 1830
- Château de Rixensart
- Franc-maçonnerie bruxelloise au XIXe siècle